# Xue Fucheng

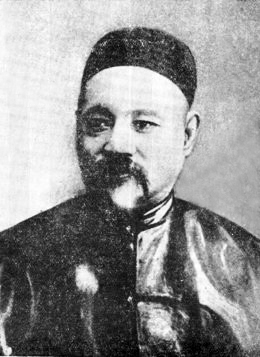
Xue Fucheng

Xue Fucheng (* 1838 in Wuxi, Jiangsu; † 1894 in Shanghai) war ein qingzeitlicher-Gesandter im Europa (England, Frankreich, Italien, Belgien) der 1890er Jahre. Er schrieb ein Tagebuch über seine letzten vier Jahre in kaiserlichen Diensten, worin er seine diplomatischen Aktivitäten und seine Eindrücke aus den westlichen Ländern beschrieb.
Die Stätte seines ehemaligen Wohnsitzes in Wuxi (Provinz Jiangsu) steht seit 2001 auf der Liste der Denkmäler der Volksrepublik China (5-484).

## Werke
Chushi Ying Fa Yi Bi siguo riji. Changsha: Yuelu shushe 1985 (Zouxiang shijie congshu)